# Acaena macrocephala
Acaena macrocephala là loài thực vật có hoa trong họ Hoa hồng. Loài này được Poepp. mô tả khoa học đầu tiên.